# Michael J. Massimino
Michael James "Mike" Massimino, född 19 augusti 1962 i Oceanside, New York, är en amerikansk astronaut. Han blev uttagen till astronautgrupp 16 den 5 december 1996 och har även deltagit i populärvetenskapliga TV-program som sakexpert. Han är den första människan som använde sociala medier i rymden

## Rymdfärder
- Columbia - STS-109
- Atlantis - STS-125 sista servicefärden till rymdteleskopet Hubble.